# Тесьютлан
Тесьютла́н (исп. Teziutlán) — город в Мексике, в штате Пуэбла, входит в состав одноименного муниципалитета и является его административным центром. Численность населения, по данным переписи 2020 года, составила 62 849 человек.

## Топонимика
Название Teziutlán с языка науатль можно перевести как: место горы из града.

## История
Поселение было основано как община для аборигенов 15 марта 1552 года под названием Тесьюйо-Тепецинтлан. В 1620 году название было изменено на Тесьютлан.
10 августа 1861 года Тесьютлану был присвоен статус города.